# Dubno (okres Příbram)
Dubno (německy Eichenhof) je obec v okrese Příbram ve Středočeském kraji, asi 1 km východně od Příbrami. Žije zde 365 obyvatel.

## Historie
První písemná zmínka o obci pochází z roku 1298, kdy biskup Řehoř přiznal příbramskému plebánovi Vojslavovi právo vybírat desátky z příjmu biskupského důchodu v Příbrami – Dubně, také však v Tisové, Kozičíně i jinde. Dubno bylo jednou z obcí, které patřily arcibiskupskému panství příbramskému. Obec měla ohrazení i bránu, kudy vedla Zlatá stezka směrem na Příbram a dále do jižních Čech.

## Obecní správa

### Části obce
- Dubno (k. ú. Dubno)

Sousedními obcemi sídla jsou Suchodol, Trhové Dušníky, Háje, Dubenec, Příbram a Občov.
Od 1. ledna 1975 do 23. listopadu 1990 byla obec součástí města Příbram.

### Územněsprávní začlenění
Dějiny územněsprávního začleňování zahrnují období od roku 1850 do současnosti. V chronologickém přehledu je uvedena územně administrativní příslušnost obce v roce, kdy ke změně došlo:
- 1850 země česká, kraj Praha, politický i soudní okres Příbram[5]
- 1855 země česká, kraj Praha, soudní okres Příbram
- 1868 země česká, politický i soudní okres Příbram
- 1939 země česká, Oberlandrat Tábor, politický i soudní okres Příbram[6]
- 1942 země česká, Oberlandrat Praha, politický i soudní okres Příbram[7]
- 1945 země česká, správní i soudní okres Příbram[8]
- 1949 Pražský kraj, okres Příbram[9]
- 1960 Středočeský kraj, okres Příbram
- 2003 Středočeský kraj, okres Příbram, obec s rozšířenou působností Příbram

## Společnost

### Rok 1932
Ve vsi Dubno (620 obyvatel) byly v roce 1932 evidovány tyto živnosti a obchody: holič, 3 hostince, jednatelství, kolář, kovář, 2 krejčí, surové kůže, 2 obuvníci, pekař, 4 rolníci, obchod se smíšeným zbožím, spořitelní a záložní spolek pro Dubno, tesařský mistr, trafika, truhlář.

## Doprava

### Dopravní síť
Okolo obce vede silnice I/18 Rožmitál pod Třemšínem – Příbram – Sedlčany – Votice. Do obce vede silnice III. třídy. Železniční trať ani stanice či zastávka na území obce nejsou.

### Autobusová doprava 2024
Autobusovou dopravu v obci Dubno zajišťují společnosti Arriva Střední Čechy a ČSAD Benešov. Obec je součástí Pražské integrované dopravy (PID). V obci se nacházejí zastávky Dubno,restaurace a Dubno,kaplička (dříve Dubno,ObÚ). U učiliště je zřízena zastávka Dubno,Učiliště, kam zajíždí linka 501 MHD Příbram. Tato linka vede přes Šachetní, Milínskou, Jiráskovy sady, Novou Hospodu a Dubno,Učiliště, s vybranými spoji až na Bytíz,věznici. Přes obec jezdí pět autobusových linek. Linky 393 a 395 zajišťují spojení z Příbrami na Smíchovské nádraží v Praze, přičemž linka 395 jede přes Dobříš a linka 393 nikoliv. Linka 515 spojuje Příbram s obcemi Dubno, Drásov, Višňová, Ouběnice, Daleké Dušníky, Nečín, Hřiměždice, Drevníky, Županovice a Borotice. Linka 530 nabízí spojení mezi Příbramí, Dubnem a Kamýkem nad Vltavou. Linka 754 spojuje Příbram s Dubnem, Sedlčany a Benešovem. Do prosince 2023 do obce zajížděly také autobusy MHD Příbram (linky 7B a 19A). Po integraci příbramské MHD do systému PID již na Dubno autobusy MHD Příbram nejezdí. To se netýká zastávky Dubno,Učiliště, kam nadále jezdí linka 501 (dříve linky 1A, 3C, 8A a 10B).